# Aframomum alboviolaceum
Espèce
Aframomum alboviolaceum, connue en anglais sous le nom de large amomum, Aframomum africanum fruit ou encore grape-seeded amomum, ou encore Masusu, 
Tondolo en République Démocratique du Congo et en République du Congo est une espèce de plantes dicotylédones de la famille des Zingiberaceae, originaire d'Afrique tropicale. 
C'est une plante herbacée, vivace, rhizomateuse, parfois utilisée comme plante alimentaire ou médicinale.
Les fruits sont appelés " sardines " chez les bena-Mfuamba de la province du Kasaï-Central, RDC.

## Description
Aframomum alboviolaceum est une plante à rhizomes rampants, profondément enfouis dans le sol, qui produit des tiges feuillues arrivant jusqu'à 3 mètres de haut. Elle est collectée directement du milieu naturel. Sa culture est parfois considérée comme étant vivrière. Ses fleurs sont de couleurs mauve pâle et blanc comportant une tache jaune. Cette plante donne naissance à un fruit à la saveur acidulée : le matungulu, parfois nommé « oignon de brousse » en français. La pulpe de ses fruits est particulièrement riche en éléments minéraux, spécialement le potassium.

## Utilisation
Cette plante a plusieurs utilisations allant de l’alimentation à l’utilisation médicinale : ses feuilles sont utilisées comme épice et ses graines à des fins stomachique et vermifuge.